# Gary Speed
Gary Andrew Speed, MBE (* 8. September 1969 in Mancot, Flintshire; † 27. November 2011 in Huntington, Cheshire) war ein walisischer Fußballspieler und -trainer. Die aktive Karriere des langjährigen Mittelfeldspielers umfasste mehr als zwei Jahrzehnte. Sein größter Erfolg war 1992 der Gewinn der englischen Meisterschaft mit Leeds United. Zuletzt war er Trainer der walisischen Nationalmannschaft.

## Karriere

### Leeds United (1988–1996)
Die lange Profispielerlaufbahn des Gary Speed begann gegen Ende der 1980er-Jahre beim nordenglischen Klub Leeds United. Er debütierte am 6. Mai 1989 gegen Oldham Athletic (0:0) in der zweiten Liga und speziell an der Seite des routinierten schottischen Nationalspielers Gordon Strachan lernte Speed im jungen Alter, wie ein Leben als Profispieler auszusehen hat. Er nahm sich neben den sportlichen Fertigkeiten auch dessen Ernährungsgewohnheiten zum Vorbild, was er später als wesentlichen Faktor für seine auch im fortgeschrittenen Sportleralter vergleichsweise wenig nachlassende Leistungsfähigkeit angab.
Ausgestattet mit einer guten Schnelligkeit, Ballsicherheit, Spielintelligenz, Athletik und Fitness gelang dem zumeist zentral oder auf der linken Seite aufgebotenen Mittelfeldspieler 1990 der Aufstieg in die höchste englische Spielklasse und dort bereits im zweiten Jahr der Gewinn der englischen Meisterschaft. Er war dabei Teil einer renommierten Mittelfeldreihe, die ihn neben Strachan noch mit Gary McAllister, David Batty und Steve Hodge zusammenführte. Hinter den Stürmern Lee Chapman und Rod Wallace bewies Speed auch Torgefährlichkeit und er war mit sieben Ligatreffern gemeinsam mit Hodge die vereinsinterne Nummer 3. Anschließend kam er in fünf Partien der Champions League zum Zuge und erzielte das anfängliche 1:0 beim 4:1-Sieg gegen den VfB Stuttgart – das Spiel selbst wurde bekannt für den „Wechselfehler“ von Christoph Daum.
Weitere Erfolge blieben aus. In den ersten vier Jahren der 1992 beginnenden Premier League qualifizierte er sich mit Leeds nur noch einmal in der Saison 1995/96 für den UEFA-Pokal. Dazu stand er am 24. März 1996 im Ligapokalfinale, das jedoch deutlich mit 0:3 gegen Aston Villa verloren ging. Kurz darauf verabschiedete er sich von Leeds United, für das er über 300 Pflichtspiele absolviert hatte und wechselte im Juli 1996 für 3,5 Millionen Pfund zum FC Everton nach Liverpool.

### FC Everton (1996–1998)
Speed unterzeichnete bei dem Klub, dem er nach eigenen Angaben bereits seit Kindesbeinen angehangen hatte, einen Fünfjahresvertrag. Nennenswerte Umstellungsprobleme waren nicht zu verzeichnen. Beim 7:1-Sieg netzte er gegen den FC Southampton erstmals in seiner Karriere gleich dreimal ein und am Ende der Saison 1996/97 hatte er gemeinsam mit Torjäger Duncan Ferguson die meisten Pflichtspieltreffer für die „Toffees“ gesammelt (elf Stück). Das brachte ihm gleichzeitig die vereinsinterne Auszeichnung zum „Spieler des Jahres“ ein und kurz vor Beginn der Saison 1997/98 beförderte ihn Trainer Howard Kendall zum Mannschaftskapitän.
Schnell wendete sich jedoch das Blatt. Der FC Everton hatte mit Rang 15 Speeds guter Leistungen zum Trotz nicht besonders erfolgreich in der Premier League abgeschnitten und als die „Blauen“ auch im Herbst 1997 den direkten Weg in Richtung Tabellenende nahmen, nahm dessen Unzufriedenheit spürbar zu. Es mehrten sich rasch die Gerüchte über einen bevorstehenden Wechsel zu Newcastle United, das zuvor die Vizemeisterschaft gewonnen hatte und in deren Folge bat Speed schließlich um eine Transferfreigabe. Der Wechsel nach Newcastle ging schließlich im Februar 1998 für eine Ablösesumme in Höhe von 5,5 Millionen Pfund über die Bühne, nachdem Speed angeblich zuvor am 31. Januar 1998 seine Mannschaft nicht zum Auswärtsspiel gegen West Ham United begleitet hatte.

### Newcastle United (1998–2004)
Speed war nur einer von zahlreichen Neuzugängen, die der damalige Trainer des „Magpies“ Kenny Dalglish zu dieser Zeit präsentierte und zu denen Shay Given und später Nolberto Solano zählten. Schnell wollte sich Speed in Newcastle beweisen und mit seiner Einsatzfreude entwickelte er sich zum Publikumsliebling. Bereits am 28. Februar 1998 führte es ihn ausgerechnet zu einem Auswärtsspiel gegen den FC Everton, was angesichts der lautstarken Anfeindungen der Everton-Anhänger in einen Spießrutenlauf ausartete. Zum Ende der Saison 1997/98 stand er im FA-Cup-Finale, in dem er mit seiner neuen Mannschaft gegen den Double-Gewinner FC Arsenal jedoch chancenlos mit 0:2 verlor.
Insgesamt verbrachte Speed mehr als sechs Jahre in Newcastle. Dem bereits nach zwei Ligapartien der Saison 1998/99 endenden Engagement von Dalglish folgte ein weiteres unruhiges Jahr unter Ruud Gullit. Dieses brachte neben unbeständigen Leistungen in der Liga zumindest den zweiten FA-Cup-Finaleinzug in Serie ein, das jedoch erneut in eine 0:2-Niederlage mündete – nun gegen Triple-Sieger Manchester United. Im September 1999 sorgte die Verpflichtung von Trainer-Altmeister Bobby Robson für die notwendige Ruhe im Verein und auch Speed fand zu einer konstant guten Form zurück – besonders mit Rob Lee harmonierte er im Mittelfeld zu dem Zeitpunkt. Nach einem guten dritten Platz in der Saison 2002/03 kehrte er zehn Jahre nach den ersten Champions-League-Erfahrungen in die europäische Königsklasse zurück und traf bei einem 2:1-Auswärtssieg per Kopfball gegen Dynamo Kiew ein zweites Mal.
Obwohl Trainer Robson im Sommer 2004 dem knapp 35-jährigen Speed noch mehrere erfolgreiche Jahre als Newcastle-Spieler in der Premier League prognostizierte, nahm dieser ein Angebot der Bolton Wanderers mit einer Vertragslaufzeit von zwei Jahren an. Für eine Ablösesumme in Höhe von 750.000 Pfund heuerte er schließlich beim Ligakonkurrenten an.

### Bolton Wanderers (2004–2008)
Unter Trainer Sam Allardyce war an ein Ausklingen der Karriere noch nicht zu denken, denn neben den Premier-League-Partien absolvierte Speed in der Saison 2005/06 fünf Spiele im UEFA-Pokal. Im Dezember 2006 war er der erste Fußballer mit 500 Premier-League-Einsätzen und im Mai 2007 eröffnete ihm Allardyces Rücktritt erstmals eine neue Perspektive. Der neue Trainer Sammy Lee trug ihm umgehend das Co-Trainer-Amt an, das er parallel zu seinen Einsätzen als Aktiver bekleiden sollte. Diese Doppelfunktion übte er jedoch nicht lange aus und bereits im September 2007 entschied er, sich weiter auf die Spielerkarriere konzentrieren zu wollen.
Erst unter Gary Megson in der Saison 2007/08 reduzierten sich merklich seine Perspektiven in der ersten Elf, wenngleich er auch hier im UEFA-Pokal noch einige Male zum Zuge kam. Im Dezember 2007 bemühte sich Derby County um eine Verpflichtung von Gary Speed, bevor die Wahl am 1. Januar 2008 auf den Zweitligisten Sheffield United fiel. Dabei war zunächst ein Leihgeschäft vorgesehen plus anschließender Kaufoption für festgeschriebene 250.000 Pfund.

### Sheffield United (2008–2010)
Bereits am Tag seines Wechsels stand er gegen die Wolverhampton Wanderers (0:0) in der Startelf seines neuen Klubs. Er war auf Anhieb Stammspieler und dazu nach Chris Morgan der Vizekapitän. Auch in die Saison 2008/09 startete er vielversprechend, bevor ihn im November 2008 eine Rückenverletzung ereilte, die seine aktive Karriere quasi beendete. Zwar unterzog er sich noch einer Operation, aber anschließend erlangte er nicht mehr die notwendige Fitness und konzentrierte sich stattdessen parallel auf seine Tätigkeiten im Trainerstab.
Die Tendenzen hin zum Trainerjob blieben auch anderen Vereinen nicht verborgen und so suchte der walisische Klub Swansea City im Juni 2009 mit ihm das Gespräch, um die vakante Trainerposition zu besetzen, die Roberto Martínez hinterlassen hatte. Im Mai 2010 verkündete der fast 41-Jährige seinen Rücktritt vom aktiven Sport, obwohl er auch für die Saison 2010/11 gemeldet wurde und im August 2010 bei einem Ligapokalspiel auf der Ersatzbank der „Blades“ Platz nahm.
Nach nur drei Spielen in der Saison 2010/11 entließ Sheffield United seinen Trainer Kevin Blackwell und bot Speed wenige Tage später dessen Nachfolge an. Speed trat mit einem Dreijahresvertrag somit seine erste Cheftrainerstelle an. Bereits Mitte Dezember 2010 endete seine Trainertätigkeit bei Sheffield, nachdem er das Angebot des walisischen Verbandes als neuer Nationaltrainer angenommen hatte.

## Walisische Nationalmannschaft
Speed spielte zwischen 1990 und 2004 insgesamt 85 Mal im walisischen Fußballnationalteam. Dabei verpasste er zwar stets die Qualifikation für die wichtigen Endrundenturniere einer Welt- oder Europameisterschaft, was sich aber lange nicht nachhaltig auf seine Motivation auswirkte. Im Gegensatz zu seiner Rolle im Vereinsfußball war Speeds Position in Wales deutlich defensiver in Richtung „Ausputzer“ und „Balleroberer“ ausgeprägt. Viele Jahre führte er die „Drachen“ als Kapitän an und im Jahr 2004 verkündete er nach einer 2:3-Niederlage gegen Polen seinen Rücktritt aus der Nationalelf.

### Trainer der Nationalmannschaft
Als Trainer Mark Hughes 2004 sein Engagement beendete und eine dauerhafte Tätigkeit im Vereinsfußball annahm, empfahl dieser nachhaltig Speed als seinen Nachfolger. Auch die Mannschaft, allen voran Robbie Savage, sprachen sich für den langjährigen Mannschaftsführer als walisischen Trainer aus. Zunächst fiel die Wahl aber auf den Routinier John Toshack. Nach Toshacks Rücktritt im Jahr 2010 wurde Speed am 14. Dezember 2010 als neuer Nationaltrainer der Waliser vorgestellt und betreute die Mannschaft erstmals beim Länderspiel gegen Irland am 8. Februar 2011.
Von den insgesamt 10 Länderspielen unter Gary Speed konnte Wales fünf gewinnen. Dabei gab es in der Qualifikation zur Europameisterschaft 2012 drei Siege, jedoch auch zwei Niederlagen (beide gegen England), so dass sich Wales nicht für die EM 2012 qualifizierte.

## Tod
Gary Speed beging am Morgen des 27. November 2011 aus ungeklärten Gründen Suizid. Er hinterließ seine Frau und zwei Kinder.

## Erfolge
- Englische Meisterschaft: 1992